# Harro Stolpe
Harro Stolpe (* 1945) ist ein deutscher Geologe. Er ist seit 1996 Inhaber des Lehrstuhls für Umwelttechnik und Ökologie im Bauwesen an der Ruhr-Universität Bochum.